# Parti du futur de la nation
Le Parti du futur de la nation (en arabe : حزب مستقبل وطن) est un parti politique égyptien fondé en 2014 par des militaires et membres du renseignement égyptien. Il est aujourd'hui un des plus grands partis du pays et est considéré comme le principal soutien du président Abdel Fattah al-Sissi.

## Résultats électoraux

### Élections présidentielles
| Année | Candidat                        | Voix       | %     | Place |
| ----- | ------------------------------- | ---------- | ----- | ----- |
| 2018  | Abdel Fattah al-Sissi (soutien) | 21 835 387 | 97,08 | 1er   |
| 2023  | Abdel Fattah al-Sissi (soutien) | 39 702 451 | 89,65 | 1er   |

### Élections législatives
| Année | Voix | % | Sièges    | Place |
| ----- | ---- | - | --------- | ----- |
| 2015  |      |   | 53 / 568  | 2e    |
| 2020  |      |   | 316 / 568 | 1er   |

### Élections sénatoriales
| Année | Voix | % | Sièges    | Place |
| ----- | ---- | - | --------- | ----- |
| 2020  |      |   | 158 / 300 | 1er   |

## Organisation
Depuis 2020, le parti est dirigé par Abdel-Wahab Abdel-Razeq, président du Sénat.